# Elise Richter
Pour les articles homonymes, voir Richter.
Elise Richter, née le 2 mars 1865 et morte le 23 juin 1943 dans le camp de Theresienstadt, est une philologue autrichienne et la seule femme à posséder un poste académique dans une université autrichienne avant la Première Guerre mondiale. Persécutée par les nazis, elle est déportée à Theresienstadt en Tchécoslovaquie en octobre 1942 et y meurt en juin 1943,.

## Biographie
Troisième de Maximilian Richter, un physicien et de sa femme Emilie Lackenbacher, Elise Richter naît le 2 mars 1865 à Vienne. Scolarisée à la maison par une gouvernante prussienne, elle apprend le français, l'allemand, l'anglais ainsi que l'histoire et la géographie. Tandis que sa sœur Helene se tourne vers la littérature anglaise à l'adolescence, Elise Richter s'intéresse aux langues étrangères et apprend l'italien, l'espagnol et le latin. En 1890, elle entre dans une classe d'étude spécialement créée pour les femmes et gérée par l'Association for Advanced Education for Women. L'année suivante, elle est autorisée à assister à des cours magistraux de l'Université de Vienne en tant qu'auditrice.
En 1896, lorsque le gouvernement autrichien autorise les femmes à passer leur maturité comme les garçons, Elise Richter, alors âgée de 31 ans, engage des professeurs particuliers pour s'entraîner et obtient ce certificat l'année suivante. Dans la foulée, elle entre à l'Université de Vienne pour y étudier la philologie romane, la linguistique théorique et l'allemand sous l'égide de Adolf Mussafia (en) et Wilhelm Meyer-Lübke,. Elle obtient son diplôme summa cum laude en 1901 et son habilitation universitaire en philologie en 1905. Elle devient alors conférencière non salariée pour l'université, la première d'Autriche,.
En 1911, elle est baptisée à l'église luthérienne de Vienne avec sa sœur,.
Malgré cela, elle n'obtient une place de professeur qu'en 1923, celle de professeur de phonétique et de linguistique à l'Université de Vienne, poste qu'elle conserve jusqu'à l'âge de 73 ans,.
En 1922, elle aide à fonder la Verband der akademischen Frauen Österreichs (Association des femmes universitaires d'Autriche) et la préside jusqu'en 1930. En 1939, la fédération, qui est alors internationale, lui propose de la faire émigrer vers l'Angleterre mais elle refuse à cause de sa santé.
Après l'Anschluss, elle est interdite d'enseignement, d'entrée dans les musées, les théâtres et les bibliothèques universitaires. Bien qu'elle continue de travailler jusqu'en 1941, plus aucun de ses travaux n'est publié en Allemagne.
En octobre 1942, elle est déportée avec sa sœur vers Theresienstadt, où elle meurt le 21 juin 1943 de causes inconnues. Elle a 78 ans. Sa sœur, Helene, meurt en novembre 1942 à 81 ans.

## Héritage
La bibliothèque qu'elle possède avec sa sœur, et qui compte environ 3 000 volumes, est spoliée par l'université de Cologne en 1942 et  en cours de reconstruction depuis 2005.

## Hommages
- Une salle de conférences de l'Université de Vienne porte son nom[2].
- Depuis juin 2016, un buste la représentant orne la cour du bâtiment principal de l'université de Vienne[9].